# Джейсон Борн
Джейсон Чарльз Борн (англ. Jason Charles Bourne) — персонаж пригодницьких романів американського письменника Роберта Ладлама. Агент спеціального таємного проєкту, розробленого у ЦРУ, Девід Вебб під ім'ям Джейсона Борна є головним героєм у трьох романах Ладлама: Ідентифікація Борна, Перевага Борна і Ультиматум Борна. Під тим же ім'ям персонаж  з'являється у шести книгах написаних Еріком ван Ластбадером. Три романи Роберта Ладлама були екранізовані, де Джейсона Борна зіграв американський актор Метт Деймон.

## Біографічні дані персонажа
За легендою, справжнє ім'я персонажа — Девід Вебб. Протягом численних пригод він використовує багато псевдонімів, головним з яких є «Джейсон Борн». Девід Вебб, спеціаліст по Далекому Сходу довгий час працював у В'єтнамі і Камбоджі, мав дружину та двох дітей. Під час війни у В'єтнамі американський літак випадково скинув бомбу у Камбоджі, від якої загинула сім'я Вебба. Від розпачу Девід Вебб поступив на службу до надзвичайно ризикованого і секретного підрозділу спеціальних сил ЦРУ — «Медуза», де він отримав кодове ім'я: Дельта. Підрозділ Медуза займався вбивствами на замовлення ЦРУ. У якийсь-то час американські спецслужби розкрили подвійного агента серед членів підрозділу — Джейсона Чарльза Борна, що передавав в'єтнамцям дані про Медузу і її бійців. Розкривши зрадника Борна Девід Вебб вбив його і взявши його ім'я продовжив секретну місію у В'єтнамі.
Як кілер Девід Вебб під псевдонімом Джейсона Борна став відомим на Далекому Сході, здебільшого завдяки кампанії дезінформації, організованої ЦРУ. Метою дезінформації було вийти на іншого вбивцю — Карлоса, який працював у Європі. Перебравшись до Європи, Джейсон Борн став у Марселі жертвою невдалого замаху. Врятований англійським лікарем, Борн мав амнезію і потребував певного часу для одужання. Намагаючись втекти від вбивць він взяв у заручники канадську жінку Марі Сан-Жак. З часом Марі стала помічницею Борна і його дружиною.

## Фільмографія
- Ідентифікація Борна
- Перевага Борна
- Ультиматум Борна
- Спадок Борна
- Джейсон Борн